# Massacre de Thalit
 (septembre 2019).
Si vous disposez d'ouvrages ou d'articles de référence ou si vous connaissez des sites web de qualité traitant du thème abordé ici, merci de compléter l'article en donnant les références utiles à sa vérifiabilité et en les liant à la section « Notes et références ».

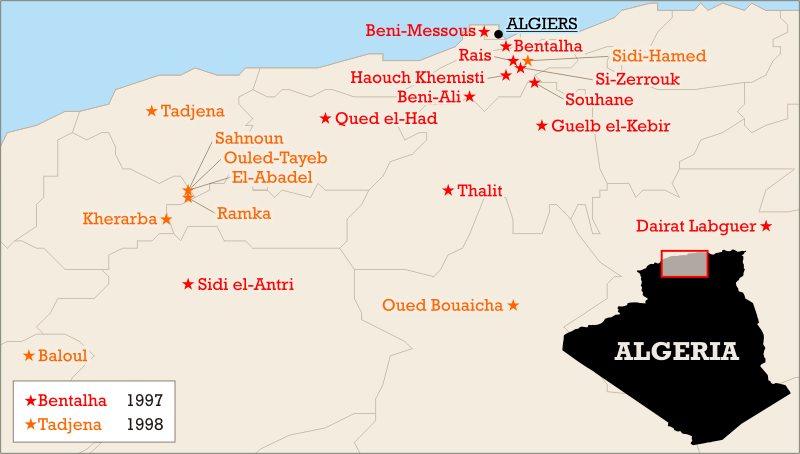
Zone de massacre de Thalit cartographié

Le massacre de Thalit eut lieu dans le petit village de Thalit (dans la Wilaya de Médéa, près de Ksar el Boukhari), à environ 70 km d'Alger, du 3 au 4 avril 1997, en pleine guerre civile algérienne.
52 des 53 habitants du village furent égorgés par un groupe armé. D'autres massacres eurent lieu le même jour à Amroussa, Sidi Naamane, Moretti et Beni Slimane où on dénombra 30 morts.